# Roose Bolton
Roose Bolton es un personaje ficticio de la saga Canción de hielo y fuego de George R. R. Martin. Lord Roose es representado como el frío, calculador y despiadado Señor de Fuerte Terror (Dreadfort es el nombre original) y nuevo Guardián del Norte tras el derrocamiento de la Casa Stark. Su principal característica es su aspecto físico: de piel pálida casi blanquecina debido al tratamiento que usa con sanguijuelas y una mirada fría y serena. Es considerado uno de los principales antagonistas de la obra.
En la adaptación televisiva de HBO, Game of Thrones, al personaje se le da una apariencia más común, manteniéndose su personalidad calculadora y despiadada. Lord Roose Bolton es interpretado por el actor Michael McElhatton.

## Concepción y diseño
Lord Roose Bolton es representado como un personaje frío, calculador, impasible y que no demuestra problemas en tener una actitud despiadada. Sin embargo, lo más característico en él es su aspecto físico. Posee una tez blanquecina y sin arrugas, debido a que utiliza un tratamiento con sanguijuelas para evitar los síntomas del envejecimiento, lo que sumado a su voz suave y sus ojos pálidos y sin vida le dan un aspecto terrorífico, tal y como describe el personaje de Bran Stark.
El personaje de Roose Bolton es descrito de una forma similar al de Tywin Lannister: ambos son estrategas natos, de gran habilidad política y calculadores, aunque Roose demuestra tener una vena cruel. Al igual que Tywin, adopta la filosofía de que un gobernante exitoso debe ser un gobernante temido y así se lo trata de inculcar a su bastardo Ramsay Nieve, del cual duda que pueda llegar a ser un buen dirigente en el futuro.

El miedo es lo que mantiene vivo a un hombre en este mundo de traiciones y engaños
Roose Bolton

## Historia

### Antes de la saga
Roose Bolton se convirtió en Señor de Fuerte Terror durante el señorío de Lord Rickard Stark. 
Cierto día, Roose oyó que un molinero de sus tierras había contraído matrimonio sin permiso de su señor feudal y él fue a poner en practica la tradición ilícita de la Primera Noche. Roose ordenó ahorcar al molinero y después violó a la mujer delante de su cadáver. Meses después, la mujer llegó a Fuerte Terror diciendo que había tenido un hijo con él fruto de esa violación. Lord Roose quiso matar al bebé y a la mujer, pero debido al tabú de asesinar a alguien de su misma sangre, Roose decidió concederle una manutención a la mujer a cambio de que no le revelara la identidad de su padre. Tiempo después, la mujer regresó a Fuerte Terror afirmando que el niño era incontrolable, así que Roose le envió a uno de sus sirvientes, un muchacho retrasado llamado Hediondo, para que lo «controlara».
Por aquel entonces, Roose había estado casado con una mujer de la Casa Ryswell, la cual murió de unas fiebres y con la que tuvo un hijo, Domeric. Éste quería conocer a su medio-hermano, así que contra los consejos de su padre, visitó a Ramsay. Poco después, Domeric moriría de una enfermedad estomacal, creyendo Roose que lo había asesinado Ramsay. Ante la falta de un heredero, Roose se llevó a Ramsay a Fuerte Terror para educarlo para que fuera su sucesor.
Lord Roose combatió en la Rebelión de Robert como abanderado de los Stark y se sabe que participó en la Batalla del Tridente.

### Juego de tronos
Cuando Robb Stark llama a sus abanderados al ser su padre arrestado, Roose se une a él con su ejército. Roose se convierte en uno de sus principales consejeros y el propio Robb le pone al mando de una parte del ejército norteño cuya misión es enfrentarse a las tropas de Lord Tywin Lannister. En la llamada Batalla del Forca Verde, Lord Roose lanza un ataque en mitad de la noche que coge desprevenidos a los Lannister, pero resulta derrotado y se ve obligado a retirarse.

### Choque de reyes
Robb Stark hace un pacto con la Casa Frey para que le permitan cruzar el Tridente. Lord Roose también lo hace y contrae matrimonio con Walda Frey, una de las nietas de Lord Walder Frey. Lord Walder le prometió el peso de su hija en dote, así que Roose escogió a la nieta más gorda. Robb pone entonces a Roose al mando de un ejército que debe partir hacia Harrenhal, que se hallaba en manos de los Lannister. Para poder tomar la fortaleza sin perder hombres, Roose hace un pacto con la Compañía Audaz de Vargo Hoat, una compañía de mercenarios al servicio de los Lannister. Gracias a la traición de la Compañía Audaz y la inesperada ayuda de Arya Stark, los norteños de Bolton toman la fortaleza y eliminan a la guarnición de los Lannister.
Roose toma a la pequeña Arya como copera (sin saber que en realidad es Arya Stark). Recibe noticias de la derrota de Stannis Baratheon en la Batalla del Aguasnegras y cree que ahora que los Lannister se han aliado con la Casa Tyrell, la victoria de los Stark es imposible. Envía un ejército al mando de Ser Helman Tallhart y Robett Glover para atacar Valle Oscuro, con la intención de que ese ejército sea derrotado de forma intencionada. Al mismo tiempo, se sabe que Invernalia ha caído en manos de su bastardo, Ramsay Nieve, el cual ha saqueado y destruido el bastión; el ataque se atribuye a los Hombres del Hierro.

### Tormenta de espadas
Roose recibe en Harrenhal a Jaime Lannister, prisionero de la Compañía Audaz. Roose envía de vuelta a Jaime a Desembarco del Rey a cambio de que éste le exculpe de la pérdida de su mano. Poco después, Roose abandona Harrenhal por orden de Robb Stark, el cual planea regresar al Norte para expulsar a los Hombres del Hierro. Antes de llegar a Los Gemelos, Roose permite que la retaguardia de su ejército sea aniquilada por los hombres de Ser Gregor Clegane.
En Los Gemelos, Roose asiste a la boda entre Edmure Tully y una de las nietas de Lord Walder Frey. En mitad del banquete, Roose abandona la sala y regresa cuando los Frey están masacrando a los norteños. Roose es quien apuñala a Robb Stark en el corazón no sin antes susurrarle un mensaje: «Jaime Lannister os envía saludos». Fuera del bastión, los hombres de los Bolton y los Frey masacran al ejército norteño-ribereño; estos sucesos serían conocidos como la «Boda Roja».
En recompensa a su traición, Lord Roose es proclamado Guardián del Norte por el Trono de Hierro y su hijo bastardo Ramsay es legitimado, pasando a llamarse Ramsay Bolton.

### Danza de dragones
Roose cruza Foso Cailin junto a un contingente de tropas de sus aliados Frey. Se reúne con su hijo Ramsay al cual le presenta a quien será su futura esposa: Arya Stark (quien en realidad es Jeyne Poole). Roose está disgustado por la actitud y aficiones de Ramsay, que él cree que solo le granjearán la enemistad de los señores norteños. Al enterarse de que Stannis Baratheon ha llegado al Norte, decide marchar hacia Invernalia para enfrentarse a él.
En Invernalia se celebra la boda entre Ramsay y "Arya Stark". Roose desconfía de las intenciones de Lord Wyman Manderly. Tal y como le confiesa a su hijo, Roose cree que únicamente las Casas Dustin y Ryswell le son verdaderamente leales, y cree que los Umber, los Cerwyn, los Locke y los Hornwood le traicionarán si tienen la oportunidad. También está aliado en secreto con Arnolf Karstark, el castellano de Bastión Kar y que ha jurado lealtad a Stannis pero con la intención de traicionarle en favor de los Bolton. Comienzan a sucederse asesinatos de hombres de los Bolton en Invernalia y Roose cree que hay un traidor entre ellos.

## Adaptación televisiva
El personaje de Roose Bolton es interpretado por el actor Michael McElhatton.

### Segunda temporada
El personaje hace su debut en la segunda temporada de la serie, hablando con Robb Stark (Richard Madden) tras la Batalla de Cruce de Bueyes. Le insiste en ejecutar a los prisioneros de los Lannister que hayan capturado, excepto a los de alta cuna, a lo que Robb se niega. 
Lord Roose se convierte, junto a Lord Rickard Karstark (John Stahl) y el Gran Jon Umber (Clive Mantle), en el principal consejero de Robb. Es él quien informa a Robb y a Catelyn Stark (Michelle Fairley) que Invernalia ha caído en manos de Theon Greyjoy (Alfie Allen), pero les dice que su hijo bastardo, Ramsay Nieve (Iwan Rheon) la reconquistará.
Tras oír las noticias de que Invernalia ha caído en manos de Ramsay, Roose le recomienda a Robb que ejecute a todos los Hombres del Hierro en su interior, pero Robb se niega.

### Tercera temporada
En la tercera temporada, Roose permanece al mando de Harrenhal mientras Robb Stark regresa a Aguasdulces para acudir al funeral de su abuelo. Al mismo tiempo, envía a sus hombres detrás de Jaime Lannister (Nikolaj Coster-Waldau), el cual ha escapado gracias a Lady Catelyn.
Roose recibe a un mutilado Jaime Lannister y a Brienne de Tarth (Gwendoline Christie). Roose permite a Jaime regresar sano y salvo a Desembarco del Rey, siempre y cuando le exonere de la culpa ante su padre por la pérdida de su mano. Antes de marcharse, Lord Bolton le pide a Jaime que «envíe recuerdos» a su padre.
Roose llega a Los Gemelos para asistir a la boda entre Edmure Tully (Tobias Menzies) y una de las hijas de Lord Walder Frey (David Bradley). Allí, en un plan orquestado con Lord Walder y con Tywin Lannister (Charles Dance), se desatan los sucesos de la Boda Roja; a la orden de Lord Frey, arqueros comienzan a disparar flechas sobre los asistentes al banquete, eliminando a gran número de señores norteños, mientras, a las afueras de Los Gemelos, las tropas de los Frey y los Bolton masacran al ejército norteño. El propio Roose remata a Robb apuñalándole en el corazón y susurrándole unas últimas palabras: «Los Lannister os mandan recuerdos».
Como recompensa por su acción, el Trono de Hierro le otorga a Lord Roose el título de «Guardián del Norte», en sustitución de la Casa Stark.

### Cuarta temporada
Para la cuarta temporada, Roose regresa al Norte y se reencuentra con su hijo Ramsay en Invernalia; con él lleva a su nueva esposa, Lady Walda Frey (Elizabeth Webster). 
Lord Bolton está disgustado por el trato que Ramsay le ha dado a Theon Greyjoy, afirmando que necesitaba a Theon indemne para negociar con Balon Greyjoy. Al mismo tiempo, Theon confiesa que los pequeños Bran y Rickon Stark siguen vivos. Sabiendo que mientras sigan con vida su posición como Guardianes del Norte será muy frágil, envía a Locke (Noah Taylor) rumbo al Muro para seguir su rastro, creyendo que podrían haber ido junto a su medio-hermano Jon Nieve (Kit Harington). Después, le encarga a Ramsay que recupere el control de Foso Cailin.
Ramsay consigue recuperar Foso Cailin de manos de los Hombres del Hierro. Como recompensa por su acción, Roose le comunica que el Trono de Hierro lo ha legitimado como su hijo, por lo que ahora será conocido como «Ramsay Bolton».

### Quinta temporada
Los Bolton se trasladan a Invernalia, la cual se halla en ruinas, por lo que deben iniciar su reconstrucción.
Roose sabe que deben legitimar su posición como Guardianes del Norte, más conociendo la brutal actitud de Ramsay, que podría hacer que las Casas norteñas llegado el momento discutan su señorío. Roose le comunica a Ramsay que debe contraer matrimonio, y conoce la candidata perfecta: Sansa Stark (Sophie Turner).
Sansa llega finalmente a Invernalia y Roose se reúne con su protector: Petyr Baelish (Aiden Gillen). En una conversación con Lord Baelish, se muestra preocupado creyendo que los Lannister no se tomarán bien este matrimonio, pero Lord Baelish le resta importancia, creyendo que tras la muerte de Lord Tywin los Lannister están acabados.
Durante una comida, Roose revela el matrimonio entre Ramsay y Sansa, pero también una sorprendente noticia: Lady Walda está embarazada y los maestres opinan que será un niño. Ramsay se muestra preocupado, creyendo que eso pueda discutir su posición como su heredero; Lord Bolton le resta importancia y le cuenta la historia de cómo lo concibió. Por otra parte, le explica que Stannis Baratheon (Stephen Dillane) se prepara para tomar el Norte.
Stannis se halla cerca de Invernalia y los Bolton se preparan para resistir un asedio, aunque Ramsay cree que deberían presentar batalla. Cuando se preparaba para asediar Invernalia, Ramsay ataca por sorpresa a Stannis con un gran ejército, derrotándole con facilidad al provocar la desbandada de su ejército.

### Sexta temporada
Con la derrota y muerte de Stannis, los Bolton han asegurado el control del Norte. Sin embargo, se muestra preocupado ante la desaparición de Sansa Stark. Roose está decepcionado con Ramsay e insinúa que si es incapaz de encontrarla y concebir un heredero nombrará al hijo que espera con Walda.
Lord Harald Karstark (Paul Rattray) les informa que han avistado a Sansa y a Theon Greyjoy huyendo hacia el norte, en dirección al Muro. Ramsay propone marchar hacia el Muro con un ejército, pero Roose replica que si hace eso, todas las Casas del Norte se pondrán en su contra. En ese momento, el maestre llega confirmando la noticia de que Lady Walda ha parido a un niño sano. Ramsay se dispone a felicitar a su padre por la noticia, mientras Roose afirma que él siempre será su heredero; justo en ese momento, Ramsay apuñala a su padre en el corazón a la vez que le comunica al maestre que redacte un mensaje: «Roose Bolton ha muerto envenenado por sus enemigos».
Autoproclamado como nuevo Guardián del Norte, Señor de Invernalia y Fuerte Terror, Ramsay lleva a Lady Walda y a su hijo recién nacido a las perreras, haciendo que sean devorados por las Chicas del Bastardo.